# Xanthomaenas zonalis
Xanthomaenas zonalis là một loài bướm đêm thuộc phân họ Arctiinae, họ Erebidae.